# Кастл, Леонард
Леонард Грегори Кастл (в некоторых источниках Касл, англ. Leonard Gregory Kastle; 11 февраля 1929, Нью-Йорк — 18 мая 2011, Уэстерло, штат Нью-Йорк) — американский композитор, режиссёр фильма «Убийцы медового месяца».
Леонард Кастл родился в семье еврейских иммигрантов из Российской империи Самуила и Анны Кастл. Обучался в Кёртисовском институте музыки и в Джулиардской школе музыки под руководством Джанкарло Менотти.
Преподавал на музыкальном факультете Университета штата Нью-Йорк в Олбани (SUNY University at Albany). Последние годы жизни служил органистом в епископальной церкви св. Михаила в поселении Колони (штат Нью-Йорк).
Арт-хаусную картину «Убийцы медового месяца» Кастл поставил на основе собственного сценария с саундтреком на музыку Густава Малера.
Леонард Кастл написал оперу «Дезерет» (Deseret, 1961) о Бригаме Янге в романтическом стиле. Камерная опера для двух солистов «The Swing» была написана в 1956 году. Среди других опер — «Изгои» (The Pariahs), оперная трилогия «Страсти матери Анны: сакральное праздничное действо» (The Passion of Mother Ann: A Sacred Festival Play), детская опера «Professor Lookalike and the Children». Им были написаны фортепианный концерт, сонаты для фортепиано и скрипки, а также три сценария.